# Jan Švéda
Jan Švéda (født 5. november 1931 i Břeclav, død 14. november 2007) var en tjekkoslovakisk roer.

## Rokarriere
Švéda var en del af den tjekkoslovakiske otter i anden halvdel af 1950'erne og var med til at vinde EM i 1956. Senere på året var han også med ved OL 1956 i Melbourne, hvor tjekkoslovakkerne nåede semifinalen.
I 1957 var han med til at vinde EM-bronze og i 1959 EM-sølv. Ved OL 1960 i Rom var han fortsat med i den tjekkiske båd, hvis besætning derudover bestod af Bohumil Janoušek, Jan Jindra, Jiří Lundák, Stanislav Lusk, Luděk Pojezný, Václav Pafkovič, Josef Věntus og styrmand Miroslav Koníček. De vandt her deres indledende heat og var dermed kvalificeret til finalen. Her var det den tyske båd, der var hurtigst og fik guld, mens Canada fik sølv og Tjekkoslovakiet bronze.

## OL-medaljer
- 1960:  Bronze i otter